# Catephia sospita
Catephia sospita là một loài bướm đêm trong họ Erebidae.